# La Vallée-de-l’Or
La Vallée-de-l’Or – regionalna gmina hrabstwa (MRC) w regionie administracyjnym Abitibi-Témiscamingue prowincji Quebec, w Kanadzie. Stolicą jest miasto Val-d’Or. Składa się z 11 gmin: 3 miast, 2 gmin, 1 parafii i 5 terytoriów niezorganizowanych.
La Vallée-de-l’Or ma 42 896 mieszkańców. Język francuski jest językiem ojczystym dla 93,6%, angielski dla 2,9% mieszkańców (2011).